# IJsmummie

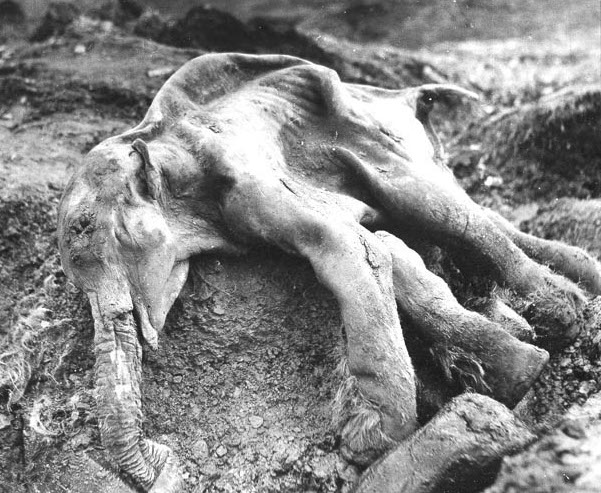
39.000 jaar oude ijsmummie van de 6 tot 8 maanden oude wolharige mammoet 'Dima'

Een ijsmummie is een mummie die ontstaat als een menselijk of dierlijk lichaam na het overlijden door ijs wordt omgeven en daardoor geconserveerd wordt.

## Menselijke ijsmummies
In augustus 2004 werden in de Italiaanse Alpen drie lichamen gevonden van Oostenrijkse soldaten uit de Eerste Wereldoorlog. Het lichaam van een van hen werd aan het museum van Bozen overhandigd ter bestudering. De lichamen van de drie soldaten waren ongewoon goed bewaard gebleven. Ze werden gevonden door Maurizio Vincenzi, directeur van een museum voor krijgsgeschiedenis in Peio en tevens lid van een bergreddingsteam, die gericht zoekend het uiteinde van de gletsjer bestudeerde en de lichamen al opmerkte voor ze kans hadden geheel te ontdooien. De andere twee lichamen zijn op een militaire begraafplaats in Peio ter aarde besteld.
De "huurling van de Theodulpas" is de ijsmummie van een zestiende-eeuwse cavalerieofficier gevonden op een gletsjer tussen Zwitserland en Italië. In 1885 werden de eerste delen van het lichaam gevonden, samen met een zilveren kruisje en enkele medaillons. In 1985 werden de overige lichaamsdelen gevonden. De man was ongeveer 45 jaar oud en had een fors postuur. Hij had tweehonderd zilveren munten op zak en droeg een ruiterdegen, een dolk en een radslotpistool.
Een beroemd voorbeeld van een menselijke ijsmummie is "Ötzi". Andere ijsmummies zijn bijvoorbeeld gevonden op Groenland en hoog in de Andes, maar geen daarvan was zo oud als Ötzi.